# Building Bombs
Building Bombs ist ein US-amerikanischer Dokumentarfilm aus dem Jahr 1990 von Mark Mori und Susan J. Robinson. Der Film wurde 1991 für den Oscar für den besten Dokumentarfilm nominiert.

## Inhalt
Die Dokumentation befasst sich mit den bleibenden sozialen und ökologischen Hinterlassenschaften des Savannah River Plant nahe Aiken (South Carolina), eines ehemaligen Zulieferbetriebs zur Produktion von Wasserstoffbomben. Unter anderem werden ein ehemaliger Ingenieur der Fabrik, einem Ingenieur, der einen unterdrückten Whistleblowerbericht über die Praxis verfasste, niedrigradioaktiven Abfall in Kartons zu begraben, und der ehemalige Gouverneur und Energieminister James B. Edwards interviewt.

## Rezeption
Für Stephen Holden in der New York Times war Building Bombs eine effektive Skandalmacherei, da der Film nicht hysterisch schreie. Die Rückblicke in die 1950er Jahre seien optimistisch und gemütlich. Die Erinnerung der ehemaligen Angestellten seien klar und nachvollziehbar. Die Kommentierung durch Jane Alexander sei fast desinteressiert in ihrer Coolheit.

## Kontroverse
Als Mori 1990 dem Public Broadcasting Service (PBS) den Dokumentarfilm anbot, lehnte
der Direktor für Nachrichten und öffentliche Angelegenheiten aus inhaltlichen Gründen ab. Der Film sei nicht ausgewogen genug, da Befürworter nuklearer Bewaffnung nicht ausreichend zu Wort kämen. Im Laufe der Auseinandersetzung warfen Prominente wie David Geffen, Jack Lemmon, Oliver Stone, David Zucker und Jane Alexander PBS vor Dokumentationen zu umstrittenen Themen aufgrund von Druck aus Politik und Wirtschaft zu zensieren. Selbst ausgezeichnete Filme würden abgelehnt. Politische Organisationen wurden in dem Fall auch aktiv. 1993 erklärte sich PBS bereit die Dokumentation nach Überarbeitung in der Reihe POV auszustrahlen. Diese Fassung war um zehn Minuten gekürzt und kommentiert wurde sie nun von Susan Clark, da Jane Alexander vom neuen Präsidenten Bill Clinton mit der Leitung des National Endowment for the Arts betraut worden war.

## Auszeichnung und Nominierung
- 1990 San Francisco International Film Festival: Golden Gate Award als Bester Dokumentarfilm[4]
- 1991 Oscar: Nominierung als bester Dokumentarfilm[5]